# Paracoryphella
Paracoryphella M.C. Miller, 1971 è un genere di molluschi nudibranchi della famiglia Paracoryphellidae.

## Tassonomia
Comprende le seguenti specie:
- Paracoryphella ignicrystalla Korshunova et al., 2017
- Paracoryphella islandica (Odhner, 1937)
- Paracoryphella parva (Hadfield, 1963)